# Rockferry
Rockferry je prvi studijski album velške pjevačice i skladateljice Aimée Ann Duffy, poznate kao Duffy.
Singlovi s albuma su "Rockferry", "Mercy", "Warwick Avenue", "Stepping Stone" i "Rain on Your Parade".
Album je nagrađen nagradom Grammy.

## Popis pjesama
1. "Rockferry" (Duffy, Bernard Butler) - 4:14
2. "Warwick Avenue" (Duffy, Jimmy Hogarth, Eg White) - 3:46
3. "Serious" (Duffy, Butler) - 4:10
4. "Stepping Stone" (Duffy, Steve Booker) - 3:28
5. "Syrup & Honey" (Duffy, Butler) - 3:18
6. "Hanging on Too Long"  (Duffy, Hogarth, White) - 3:56
7. "Mercy"  (Duffy, Booker) - 3:41
8. "Delayed Devotion"  (Duffy, Hogarth, White) - 2:57
9. "I'm Scared" (Duffy, Hogarth) - 3:08
10. "Distant Dreamer" (Duffy, Butler) - 5:05

### Dodatne pjesme na izdanjuiTunesazaSAD:
1. "Save It for Your Prayers" (Duffy, Sacha Skarbek) - 3:03
2. "Oh Boy" (Richard J. Parfitt) - 2:28

### Dodatne pjesme na MTV izdanju
1. "Mercy" (uživo)
2. "Warwick Avenue" (uživo)

### Dodatne pjesme na deluxe izdanju
1. "Rain on Your Parade" (Duffy, Booker) - 3:29
2. "Fool for You" (Duffy, Butler) - 3:47
3. "Stop" (Duffy, Butler) - 4:10
4. "Oh Boy" (Richard J. Parfitt) - 2:31
5. "Please Stay" (Burt Bacharach, Bob Hilliard) - 3:27
6. "Breaking My Own Heart" (Duffy, Booker) - 3:58
7. "Enough Love" (Parfitt, Owen Powell) - 3:19